# راي فينيغان
راي فينيغان (بالإنجليزية: Ray Finnigan)‏ هو لاعب كرة قدم بريطاني في مركز الدفاع، ولد في 22 يناير 1947 في Wallsend ‏ في المملكة المتحدة. لعب مع نادي دارلنجتون ونادي غيتزهد ونيوكاسل يونايتد.